# Frank Scully
Frank Scully (tên khai sinh là Francis Joseph Xavier Scully; ngày 28 tháng 4 năm 1892 – ngày 23 tháng 6 năm 1964) là một nhà báo, tác giả, nhà văn khôi hài, nhà nghiên cứu UFO và là người viết chuyên mục thường xuyên của tạp chí thương mại giải trí Variety.

## Sự nghiệp

### Dính líu đến Newton và "Tiến sĩ Gee"
Vào tháng 10 và tháng 11 năm 1949, Scully đã đăng hai chuyên mục trên tạp chí Variety, tuyên bố rằng những sinh vật ngoài hành tinh đã chết được tìm thấy sau một vụ rơi đĩa bay, dựa trên những gì mà ông vừa được một nhà khoa học liên quan kể lại cho biết. Cuốn sách Behind the Flying Saucers (Đằng sau Đĩa bay) năm 1950 của ông mở rộng chủ đề này, nói thêm rằng đã có hai sự cố như vậy ở Arizona và một ở New Mexico, một sự cố năm 1948 liên quan đến một chiếc đĩa có đường kính gần 100 foot (30 m). Những chiếc đĩa này được cho là hoạt động dựa trên nguyên tắc từ tính. Trong cuốn sách, Scully tiết lộ hai nguồn tin của mình là Silas M. Newton và một nhà khoa học mà ông hay gọi là "Tiến sĩ Gee". 60 nghìn bản của cuốn sách đều được bán hết sạch. Scully nổi tiếng với văn xuôi đặc trưng của riêng mình, mô tả Tiến sĩ Gee có "đầy bằng đại học" và một chiếc đĩa bị rơi ở Sahara được cho là "nứt vỡ hơn cả bác sĩ tâm thần trong một xác xe ô tô."

### Vạch trần trò lừa bịp
Năm 1952 và 1956, tạp chí True đăng các bài báo của phóng viên John Philip Cahn cho tờ San Francisco Chronicle  với mục đích vạch trần Newton và "Tiến sĩ Gee" (danh tính được xác định là Leo A. GeBauer) là những kẻ lừa đảo ngành dầu lửa đã chơi khăm Scully.
Behind the Flying Saucers là cuốn sách duy nhất Scully viết về đĩa bay. Ông đã xem lại chủ đề này một cách ngắn gọn trong cuốn sách năm 1963 của ông có nhan đề In Armour Bright, nhắc lại niềm tin của ông về tính xác thực của vụ rơi đĩa bay năm 1948 ở gần Aztec, New Mexico.
Trong tác phẩm của George Adamski mang tên Behind The Flying Saucer Mystery (Bí ẩn đằng sau đĩa bay; tựa gốc: Flying Saucers Farewell, Tạm biệt đĩa bay) Adamski nói rằng chỉ có "một số" vụ rơi UFO trước năm 1950 này được tường thuật trong cuốn "Behind the Flying Saucers" của Frank Scully mà thôi Adamski đã nêu rõ điều này trong cuốn Behind The Flying Saucer Mystery

### Bản ghi nhớ của FBI
Giống như câu chuyện của Scully, một bản ghi nhớ của FBI được viết bởi Đặc vụ Thường trực (SAC) Guy Hottel, ngày 22 tháng 3 năm 1950, kể lại một tuyên bố về ba vụ rơi đĩa bay ở New Mexico. Bản ghi nhớ viết: "Một điều tra viên của Không quân nói rằng ba cái gọi là đĩa bay đã được thu hồi ở New Mexico." Sau đó, bản ghi nhớ tiếp tục nói rằng "Theo người biên soạn, người cung cấp thông tin, những chiếc đĩa này được tìm thấy ở New Mexico là do Chính phủ thiết lập một radar công suất rất cao ở khu vực đó và người ta tin rằng radar can thiệp vào việc điều khiển controling [sic] cơ chế của loại đĩa này."
Tuy nhiên, những người hoài nghi nghi ngờ "người cung cấp thông tin" không xác định có thể là Newton hoặc GeBauer, mà họ cho là đã lừa bịp Scully, và tương tự như vậy đang kể chuyện với Không quân Mỹ và FBI.
Ngày 25 tháng 3 năm 2013, FBI ban hành thông cáo báo chí liên quan đến bản ghi nhớ của Hottel. Nhằm giải quyết bối cảnh của bản ghi nhớ và mối liên hệ khả dĩ với một trò lừa bịp, Cục này viết "Cuối cùng, bản ghi nhớ Hottel không chứng minh sự tồn tại của UFO; nó chỉ đơn giản là một tuyên bố thứ hai hoặc thứ ba mà chúng tôi chưa bao giờ điều tra. Một số người tin rằng bản ghi nhớ lặp lại một trò lừa bịp đang lưu hành vào thời điểm đó, nhưng các hồ sơ của Cục không có thông tin nào để xác minh giả thuyết này."

## Ấn phẩm

### Sách
- Scully, Frank (1932). Fun in Bed: The Convalescent's Handbook. Lời đề tựa của Dr. Logan Clendening. New York: Simon & Schuster. OCLC 2430955.
- —— (1934). More Fun in Bed: The Convalescent's Handbook. New York: Simon & Schuster. OCLC 2629757.
- —— (1936). Bedside Manna: The Third Fun in Bed Book. New York: Simon & Schuster. OCLC 328577.
- —— (1938). Just What the Doctor Ordered. Fun in Bed (Series Four). New York: Simon & Schuster. OCLC 3317354.
- —— (1943). Rogues' Gallery: Profiles of My Eminent Contemporaries. Hollywood: Murray & Gee, Inc. OCLC 1661190.
- —— (1950). Behind the Flying Saucers. New York: Henry Holt and Company. OCLC 1467735.
- —— (1951). Blessed Mother Goose: Favorite Nursery Rhymes Retold for Today's Children. Keye Luke minh họa. New York: Greenberg. OCLC 6248166.
- —— (1951). Blessed Mother Goose: Nursery Rhymes for Today's Children. Keye Luke minh họa. Hollywood: House-Warven. OCLC 27893933.
- —— (1951). The Best of Fun in Bed. New York: Simon & Schuster. OCLC 687125.
- —— (1955). Cross My Heart. New York: Greenberg. OCLC 2570206.
- —— (1962). This Gay Knight: An Autobiography of a Modern Chevalier. Lời giới thiệu của Dale Francis (ấn bản thứ 1). Philadelphia: Chilton Co., Book Division. OCLC 1376376.
- —— (1963). In Armour Bright: Cavalier Adventures of My Short Life Out of Bed. Lời giới thiệu của Jack Paar (ấn bản thứ 1). Philadelphia: Chilton Books. OCLC 1393335.

### Đóng góp, giới thiệu, đề tựa
- Tchirikova, Olga Wassilieff (1934). Scully, Frank (biên tập). Sandrik, Child of Russia. Lời giới thiệu của Đại Công tước Alexander. New York: Dodd, Mead & Company. OCLC 1522799.
- Kirkus, Virginia (1935). Scully, Frank (biên tập). Fun in Bed For Children: First Aid in Getting Well Cheerfully. New York: Simon & Schuster. OCLC 4054743.
- —— (1935). Scully, Frank (biên tập). Junior Fun in Bed: Making a Holiday of Convalescence. New York: Simon & Schuster. OCLC 5859811.
- Scully, Frank (1940). "The Beaut from Montana". Trong Gingrich, Arnold (biên tập). The Bedside Esquire. New York: Tudor Publishing Company. OCLC 706396.
- Sper, Norman (1942). Norman Sper's Football Almanac [Eastern section, 1942]. Lời giới thiệu của Frank Scully. New York: Greenberg, Inc. OCLC 31249461.
- Francis, Dale (1960). Kneeling in the Bean Patch. Lời đề tựa của Frank Scully. New York: P.J. Kenedy & Sons. OCLC 3026310.
- Walker, Gerald, biên tập (1963). My Most Memorable Christmas. A Pocket Book special, 10021. Giai thoại do Frank Scully đóng góp. New York: Pocket Books. OCLC 4182787.

### Phim tham gia
- Scully, Frank (Writer (1964 U.S. version)) (1957). Une fée... pas comme les autres (Motion picture) (bằng tiếng Pháp). France/Italy: Cine del Duco, Del Duca Films.[16]

### Văn khố
- Scully, Frank. Frank Scully papers, 1927–1985. Laramie, Wyoming: American Heritage Center, University of Wyoming. OCLC 34073391. Bản gốc lưu trữ ngày 27 tháng 6 năm 2018. Truy cập ngày 31 tháng 3 năm 2013. Donated by Alice Scully in 1988. Collection Number 09554 processed in 1995.

## Ảnh hưởng văn hóa
Trong khi nhân vật hư cấu Dana Scully từ chương trình truyền hình The X-Files có cùng họ Scully, người sáng tạo chương trình Chris Carter đã xác nhận rằng anh đặt tên cho đặc vụ FBI hư cấu theo tên bình luận viên thể thao Vin Scully.